# 다리야 모로스
다리야 모로스(러시아어: Да́рья Моро́з, 영어: Darya Moroz, 1983년 9월 1일 ~ )는 러시아의 배우이다.

## 출연 작품

### 영화
- 플래닛 (2022년) - 스베틀라나 역